# Мюллюпельто
Мю́ллюпе́льто (фин. Myllypelto — мельничное поле) — станция Приозерского направления Октябрьской железной дороги в Приозерском районе Ленинградской области. Расположена в посёлке Коммунары Ларионовского сельского поселения. Электрифицирована в 1975 году в составе участка Сосново — Приозерск.
На станции останавливаются все проходящие через неё пригородные электропоезда, кроме скорых электропоездов Санкт-Петербург — Кузнечное, а также поезд 350/349 Санкт-Петербург — Костомукша.

## История
Станция получила своё название от близлежащего посёлка в то время, когда большая часть Карельского перешейка принадлежала Финляндии. Во время массовых переименований в конце 1940-х годов из-за волокиты в железнодорожном ведомстве сохранила изначальное название, в отличие от одноимённого посёлка. Скорее всего, переименование железнодорожной станции не удалось из-за уже существовавшей в ту пору железнодорожной станции Коммунары.

## Описание
Станция Мюллюпельто имеет два пассажирских пути, на которых осуществляется разъезд как электропоездов, так и пассажирского поезда Санкт-Петербург — Костомукша, один длинный разъездной путь для грузовых составов и несколько служебных, в частности, подъездной путь к тяговой электроподстанции Мюллюпельто, находящейся в северной горловине станции. На станции также имеется недействующая разгрузочная эстакада и грузовая платформа.
Южнее станции расположен железнодорожный переезд на дороге, соединяющей Приозерское шоссе с дорогой Выборг — Приозерск.

## Крушение состава
Весной 1989 года на станции произошло крушение грузового состава. На перегоне Приозерск — Мюллюпельто после платформы Синёво из-за дефекта пути тележка одного из вагонов в хвосте поезда сошла с рельс в правую сторону и доехала в составе поезда до разъезда с противошерстной стрелкой на второй (пассажирский) путь. Оставшаяся сзади часть состава свалилась с насыпи в левый кювет, повредив третий путь, а сошедший вагон отправился по второму пути, где совершил столкновение с ожидающим проезда состава маневровым тепловозом. Машинисту тепловоза удалось выбежать, тепловоз же сошёл с рельс и свалился в кювет.
Транзит через станцию Мюллюпельто был невозможен в течение нескольких дней, а в штатном режиме станция заработала через пару недель.
О крушении напоминают относительно новые (железобетонные) шпалы на втором пути станции, а также обломки тепловоза и вагонов.

## Фотогалерея
- Вид на юг
- Здание диспетчерской службы
- Исписанный новый указатель с названием станции